# IBM zEnterprise System

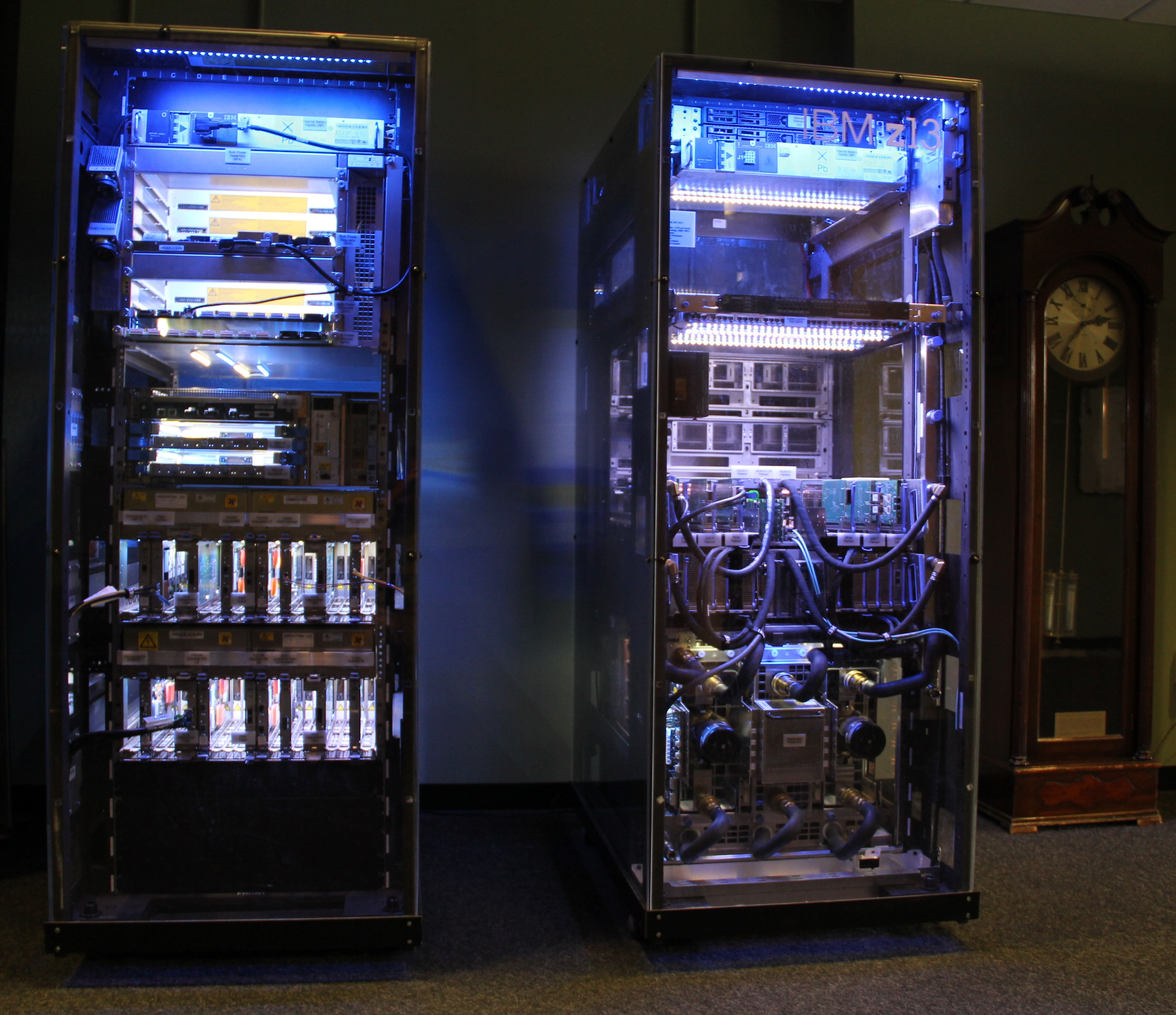
IBM z13 со снятой крышкой. Включено освещение, чтобы лучше видеть различные внутренние детали.

IBM zEnterprise System — это новейшая линейка мэйнфреймов IBM, разработанная для обеспечения интегрированных систем как самих мэйнфреймов, так и распределённых серверных технологий. Система zEnterprise состоит из трёх компонентов. Во-первых, это сервер System z. Вторым является расширение IBM zEnterprise BladeCenter (zBX), инфраструктура, предназначенная для обеспечения логической интеграции и размещения IBM WebSphere DataPower Integrated Appliance XI50 для zEnterprise (DataPower XI50z) общего назначения x86 или Power ISA. Последним компонентом является уровень управления, IBM zEnterprise Unified Resource Manager (zManager), который обеспечивает единое представление управления ресурсами zEnterprise.
В июле 2013 года IBM представила обновленную версию z114 под названием zBC12 и специальную версию, предназначенную для сервера виртуализации Linux, zBC12 Enterprise Linux Server, на котором работают только хосты Linux на базовом гипервизоре z/VM. В январе 2015 года IBM представила мэйнфрейм z13, а в феврале 2016 года был представлен z13s. Это последний сервер z Systems, поддерживающий работу операционной системы в режиме архитектуры ESA/390. В июле 2017 года IBM представила мэйнфрейм z14. В апреле 2018 года IBM представила мэйнфрейм z14 ZR1.